# 木村美咲
木村 美咲（きむら みさき、1999年6月3日 - ）は、日本の元女性アイドル。女性アイドルグループ・Someday Somewhereの元メンバー。女性ラップアイドルユニット・ライムベリーの元メンバー・MC MISAKI。クロスアイデア所属。

## 略歴
2012年3月31日、秋田のローカルアイドル・pramoに「MISAKI」名義で加入。
2013年6月、元Party Rockets（現Party Rockets GT）のYUUKA・AIRIとの3人で仙台を拠点とするダンスボーカルユニット・Aither結成。同年9月30日、pramoの活動を終了、Aitherとしての活動に一本化するが、2014年12月29日、Aitherが現メンバーでの活動終了に伴い活動休止。
2015年3月1日、MC HIME（同年末lyrical schoolに加入）・DJ HIKARU（信岡ひかる）、そしてプロデューサーのE TICKET PRODUCTIONが抜け、MC MIRI1人になっていたライムベリーにMCとして加入。
2016年8月23日、家庭の事情により当面のライブ不参加を発表。同年9月25日に復帰。復帰後、ライブ不参加の原因は次兄の死によることが明かされた。
2016年12月21日、みか（せのしすたぁ、2017年3月卒業）とのコラボユニット「MIKA♥MISA」のCD「MAKE HONEY」をリリース。
2017年にはミスiD2018に応募、ファイナリストまで進む。
2017年8月20日、ライムベリー卒業。卒業ライブの場で「ラストアイドル」（テレビ朝日）に挑戦することを表明。9月24日（23日深夜）放送で、立ち位置No.7の古賀哉子に挑戦するも敗北。
2017年12月3日（2日深夜）放送の「ラストアイドル」でお披露目された3つ目のセカンドユニット「Someday Somewhere」のメンバーとして加入。名義を「木村美咲」とした。
2021年1月8日に同年2月末で「ラストアイドル」ファミリーから卒業し、医療の道へ進むことを発表。同年2月28日に約10年にわたる芸能活動に幕を下ろした。

## 作品

### シングル
Aither
- Future way（2013年7月3日、Deja Vu）
- you&I（2014年1月22日、Deja Vu）
- evolution（2014年4月30日、Deja Vu）

MIKA♥MISA
- MAKE HONEY（2016年12月21日、Second Factory）